# Chun Jung-myung
Chun Jung-myung (kor. 천정명, ur. 29 listopada 1980 w Seulu) – południowokoreański aktor.

## Filmografia

### Filmy
| Rok  | Tytuł                           | Rola          |
| ---- | ------------------------------- | ------------- |
| 2002 | R U Ready?                      | Bong Jun-gu   |
| 2003 | Dance Begins (krótkometrażówka) |               |
| 2004 | Seumu gogae (krótkometrażówka)  |               |
| 2005 | Tae-pung tae-yang               | So-yo         |
| 2006 | Les Formidables                 | Lee Soo-hyun  |
| 2007 | Jaś i Małgosia                  | Lee Eun-soo   |
| 2011 | Pureun sogeum                   | Ae-gu         |
| 2013 | Królowa nocy                    | Young-soo     |
| 2016 | Moksum geon yeon-ae             | Seol Rok-hwan |

### Telewizja
- Haggyo 2 (1999)
- Echo (2000)
- Third Coincidence (2001)
- Pure Flower Cafe (2001)
- New Nonstop (2001)
- Honest Living (2002)
- Bad Girls (2002)
- Han-ip's Woman (2002)
- I Love H, He, Li... (2004)
- Beijing, My Love (2004)
- Fashion 70's (2005)
- What's Up Fox (2006)
- Goodbye Solo (2006)
- Cinderella eonni (2010)
- Glory Jane (2011)
- The Duo (2011)
- Reset (2014)
- Heart to Heart (2015)
- Master – God of Noodles (2016)